# Stödtlen

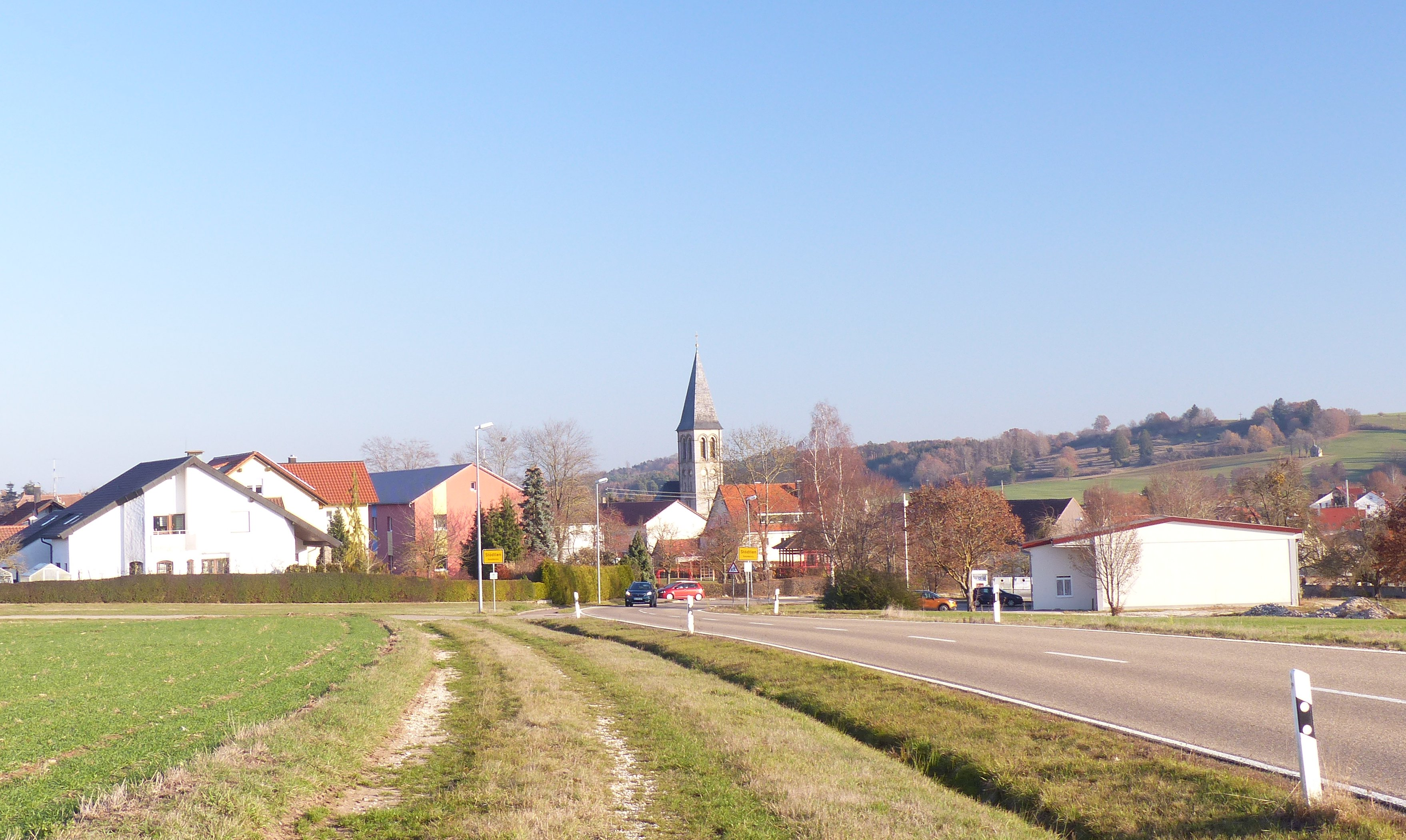
Stödtlen, Hauptort der gleichnamigen Gemeinde

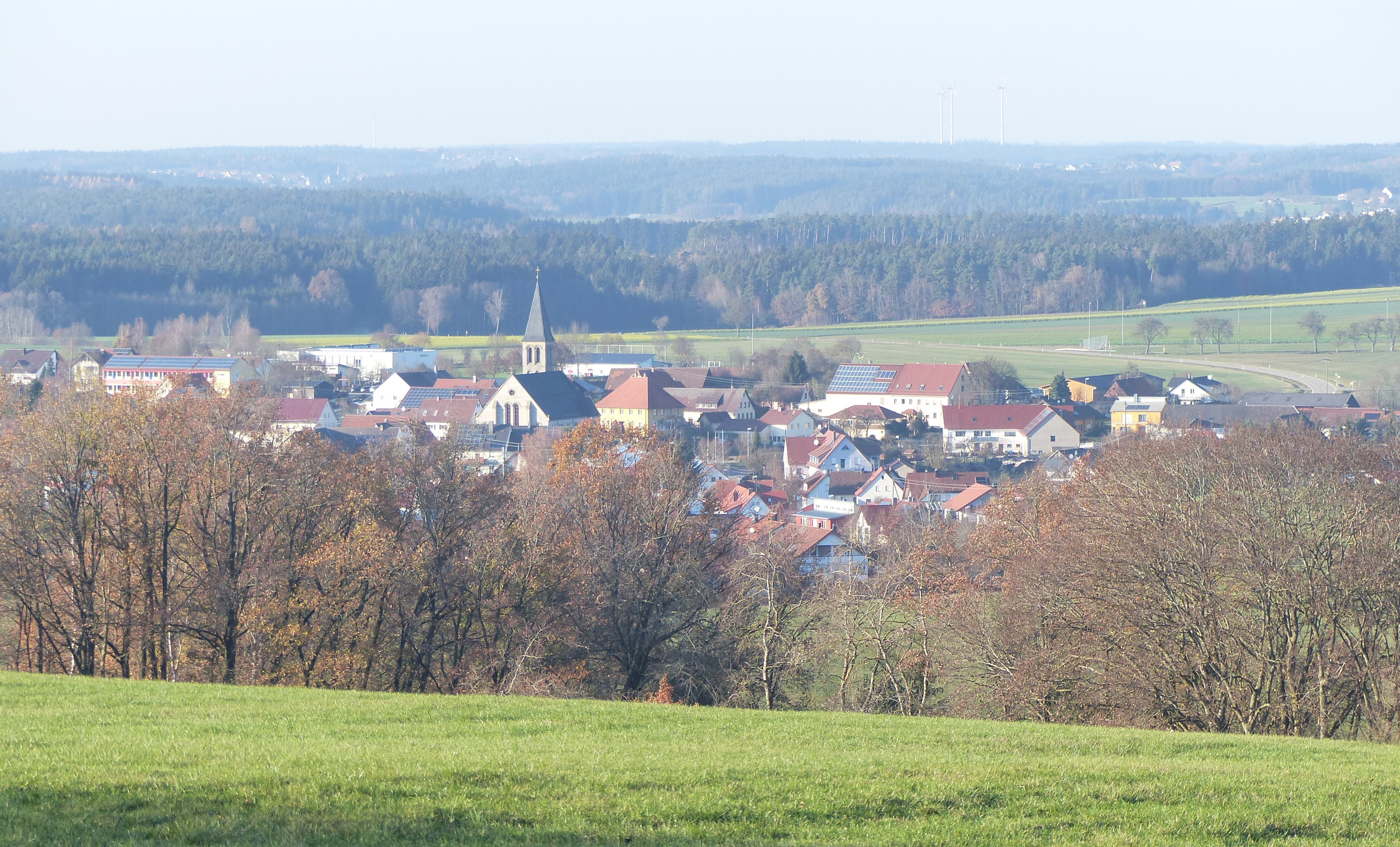
Stödtlen von Südosten her gesehen

Stödtlen ist eine Gemeinde im baden-württembergischen Ostalbkreis.

## Geographie

### Geographische Lage
Stödtlen liegt in 438 bis 552 Meter Höhe zwischen dem Albvorland und der Frankenhöhe im Mittelfränkischen Becken.

### Nachbargemeinden
Die Gemeinde grenzt im Norden an Wört, im Osten an die bayerische Gemeinde Mönchsroth, im Süden an Tannhausen und im Westen an die Stadt Ellwangen und Ellenberg.

### Gemeindegliederung
Die Gemeinde Stödtlen besteht aus 25 separat gelegenen Ortsteilen, hierzu gehören die Dörfer Stödtlen, Birkenzell, Dambach, Gaxhardt und Regelsweiler, die Weiler Eck am Berg, Gerau, Niederroden, Oberbronnen, Stillau, Strambach und Unterbronnen, die Höfe Berlismühle, Freihof, Kaltenwag, Kreuthof, Maxenhof, Merzenhof, Oberzell, Schnepfenmühle, Schnepfenhof, Tragenroden, Weiler an der Eck, Winterhof, Ziegelhütte bei Stödtlen, sowie die aufgegebenen Ortschaften Wetzelswiler, Watenwiler, zem Höfen und Riuwental. Die Ortschaft Enchenhofen ist nach 1749 in Dambach aufgegangen. Die offizielle Bezeichnung der Ortsteile erfolgt durch vorangestellten Namen der Gemeinde und durch Bindestrich verbunden nachgestellt der Name der Ortsteile. Die Gemeinde ist zudem in sieben Wohnbezirke im Sinne der baden-württembergischen Gemeindeordnung aufgeteilt. Wohnbezirk I (Stödtlen) besteht aus den Ortsteilen Stödtlen, Niederroden, Kreuthof, Merzenhof, Ziegelhütte und Tragenroden, Wohnbezirk II (Birkenzell) besteht aus dem Ortsteil Birkenzell, Wohnbezirk III (Dambach), besteht aus dem Ortsteil Dambach, Wohnbezirk IV (Eck am Berg) besteht aus den Ortsteilen Eck am Berg und Ober- und Unterbronnen, Wohnbezirk V (Gaxhardt) besteht aus den Ortsteilen Gaxhardt, Schnepfenmühle, Schnepfenhof und Berlismühle, Wohnbezirk VI (Regelsweiler) besteht aus den Ortsteilen Regelsweiler, Strambach, Kaltenwag, Maxenhof und Winterhof und der Wohnbezirk VI (Stillau) besteht aus den Ortsteilen Stillau, Gerau, Weiler an der Eck, Freihof und Oberzell.

### Flächenaufteilung
Nach Daten des Statistischen Landesamtes, Stand 2014.

## Geschichte
Erstmals wird Stödtlen in einer Urkunde vom 5. Februar 1024 genannt. Kaiser Heinrich II. belehnt in dieser Urkunde das Kloster Ellwangen mit dem Forstrecht (Bannforst) im Virngrund. Stedilinum wird als ein Grenzpunkt des Virngrundwaldes aufgeführt. In späteren Urkunden wird der Ort auch Stedelin, Stettlin, Stedtlem, Stedelingen genannt. Im 17. Jahrhundert erscheint dann im Ortsnamen der Buchstabe Ö: Stödtlin, Stöttle, Stödtle und Stödtlin.
Während des Bauernkrieges schlossen sich Bauern aus Stödtlen und Birkenzell dem Ellwanger Haufen an, der am 28. und 29. April 1525 das Kloster Mönchsroth plünderte und in Brand setzte. Dabei brannten auch 32 Häuser des Dorfes ab. Nach der Niederwerfung des Aufstandes wurden 15 Bauern aus Stödtlen und 13 aus Birkenzell zu Geldstrafen verurteilt.
Schwedische Reiter unter Oberst Claus Dietrich von Sperreuth plünderten im Dreißigjährigen Krieg am 15. Mai 1632 das Dorf und brannten es danach nahezu vollständig nieder.
Die Ortsteile und Wohnplätze der Gemeinde gehörten im Laufe der Zeit zu wechselnden Herrschaften, zuletzt zur Fürstpropstei Ellwangen. Während der Säkularisation unter Napoleon Bonaparte wurde der größte Teil der Gemeinde dem Königreich Württemberg, ein kleinerer Teil dem Königreich Bayern, zugeteilt. Gemäß dem Grenzvertrag von 1810 wurde die Gesamtgemeinde württembergisch und gehörte dann für mehr als 120 Jahre zum Oberamt Ellwangen. Auf Grund der Kreisreform während der NS-Zeit in Württemberg kam Stödtlen 1938 zum Landkreis Aalen. Von 1945 bis 1952 gehörte Stödtlen zu dem kurzzeitigen Nachkriegsbundesland Württemberg-Baden, das 1945 in der Amerikanischen Besatzungszone gegründet worden war. Mit der Gründung von Baden-Württemberg im Jahre 1952 wurde Stödtlen Teil dieses Bundeslandes. Bis 1973 gehörte Stödtlen zum Landkreis Aalen. Durch die Kreisreform 1973 ging der Landkreis Aalen zusammen mit dem Landkreis Schwäbisch Gmünd im neuen Landkreis Ostalbkreis auf, wozu Stödtlen seitdem gehört.

## Religionen

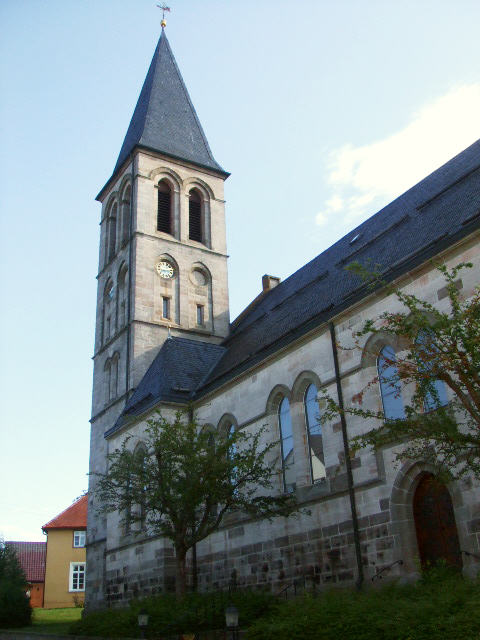
Die Pfarrkirche St. Leonhard
(erbaut 1894 von Joseph Cades)

Aufgrund der Zugehörigkeit zur Fürstpropstei Ellwangen ging die Reformation an Stödtlen vorbei. Auch heute noch ist die Mehrheit der Bewohner römisch-katholischer Konfession. Die katholische Kirchengemeinde St. Leonhard gehört zur Seelsorgeeinheit Virngrund Ost im Dekanat Ostalb. Die Pfarrkirche St. Leonhard wurde 1894 von Joseph Cades im Stil der Neugotik errichtet. Sie ist ein Kulturdenkmal. Die inzwischen 35 % evangelischen Einwohner werden von der zur Evangelisch-Lutherischen Kirche in Bayern gehörenden Kirchengemeinde Mönchsroth aus geistlich betreut.

## Politik

### Verwaltungsverband
Die Gemeinde ist Mitglied des Gemeindeverwaltungsverbands Tannhausen mit Sitz in Tannhausen.

### Gemeinderat
Dem Gemeinderat gehören nach der Kommunalwahl vom 26. Mai 2019 neben dem Bürgermeister als Vorsitzenden 11 Mitglieder an. Die Wahl brachte folgendes Ergebnis:
1. CDU 31,1 % – 3 Sitze (−3 Sitze)
2. FBL 68,9 % – 8 Sitze (+2 Sitze)

### Bürgermeister
- 1898–1927 Benedikt Staiger (Vater)
- 1927–1974 Benedikt Staiger (Sohn)
- 1974–1998 Albert Munz
- 1998–2023 Ralf Leinberger (CDU)[7]
- seit September 2023 Jan-Erik Bauer

Bauer wurde am 11. Juni 2023 mit 55,4 Prozent der Stimmen zum Bürgermeister gewählt.

## Kultur und Sehenswürdigkeiten
Über das heutige Gemeindegebiet lief in antiker Zeit der Rätische Limes. Er durchquerte das Gemeindegebiet auf einer Länge von knapp 5,5 km von Südwest nach Nordost, südlich am Freihof vorbei und den östlichen Ortsausgang von Dambach passierend. Bis auf geringfügige Reste, die nur für das geübte Auge erkennbar sind, ist nichts erhalten.

### Regelmäßige Veranstaltungen
Seit 1975 veranstaltet die katholische Kirchengemeinde am dritten Wochenende im August das in weitem Umkreis bekannte viertägige Sankt-Leonhards-Fest. Mit den Erlösen aus diesem Fest wurden Baumaßnahmen der Kirchengemeinde finanziert, die ohne diese Einnahmen nicht hätten durchgeführt werden können.

## Wirtschaft und Infrastruktur
Stödtlen ist eine typische Wohngemeinde. Am Ort gibt es etwa 200 Arbeitsplätze, 600 Arbeitnehmer verdienen ihren Lebensunterhalt außerhalb der Gemeinde.

### Bildung
In Stödtlen gibt es eine Grundschule und einen Kindergarten. Eine Haupt- und Realschule befindet sich in Unterschneidheim bzw. in Ellwangen. Weiterführende Schulen stehen in den umliegenden Städten zur Verfügung (z. B. Staatliche Wirtschaftsschule Dinkelsbühl).